# عیسی العیسی
عیسی العیسی (عربی: عيسى داود العيسى؛ ۱۸۷۸ – درگذشته: ۱۹۵۰) روزنامه‌نگار فلسطینی است.

## زندگی‌نامه
عیسی العیسی در شهر یافا به دنیا آمد، وی در دانشگاه الفریر درس خواند. وی به چهار زبان زنده مسلط بود و تحصیلاتش را در دانشگاه آمریکایی بیروت ادامه داد. در سال ۱۹۱۱ در همکاری با پسرعمویش یوسف العیسی در یافا روزنامه فلسطین را صادر کرد که اولین روزنامه فلسطینی بود که منظم صادر می‌شد و عمر طولانی داشت. این روزنامه و بقیه روزنامه‌های هم طراز به مقاومت در مقابل استعمار انگلیس و صهیونیست فرا می‌خواندند. وی به دلیل اینکه از دولت عثمانی خواسته بود که در جنگ جهانی اول شرکت نکند به اناضول تبعید شد.

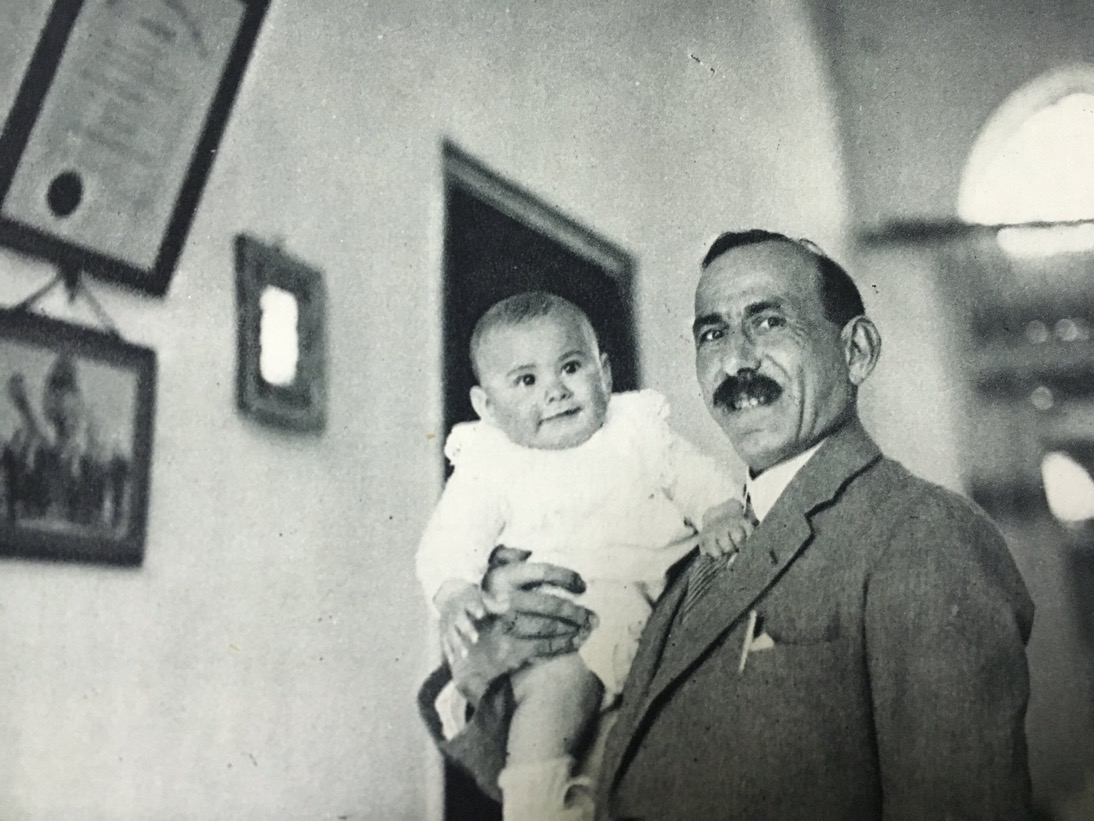
عیسی العیسی با فرزندش در یافا

## درگذشت
عیسی العیسی در سال ۱۹۵۰ در بیروت درگذشت و همان‌جا بخاک سپرده شد.